# Селезнёв, Александр Гаврилович
Александр Гаврилович Селезнёв (25 декабря 1922, Тверская область — 9 августа 2012) — помощник командира взвода пешей разведки 896-го стрелкового полка, старший сержант — на момент представления к награждению орденом Славы 1-й степени.

## Биография
Родился 25 декабря 1922 года в деревне Булатово (ныне — Кашинского района Тверской области). Член ВКП/КПСС с 1943 года. Окончил 7 классов. Работал в колхозе.
В Красной Армии и на фронте в Великую Отечественную войну с июля 1941 года.
Разведчик взвода пешей разведки 896-го стрелкового полка сержант Селезнёв 28 августа 1944 года в районе населённого пункта Тарговиска проник с группой разведчиков в тыл противника и захватив одного гитлеровца в плен. Возвращаясь с задания, обнаружил вражеский дзот и гранатами уничтожил его расчёт.
Приказом командира 211-й стрелковой дивизии от 12 сентября 1944 года за мужество, проявленное в боях с врагом, сержант Селезнёв Александр Гаврилович награждён орденом Славы 3-й степени.
11 октября 1944 года старший сержант Селезнёв при отражении контратаки у населённого пункта Долгоня, возглавляя отделение взвода пешей разведки, истребил до пятнадцати солдат. 15 октября 1944 года вместе с разведчиками ворвался в траншею врага, взял в плен двух пехотинцев.
Приказом по 38-й армии от 30 ноября 1944 года старший сержант Селезнёв Александр Гаврилович награждён орденом Славы 2-й степени.
20 января 1945 года в районе населённого пункта Минцын, действуя впереди боевых порядков пехоты, разведчики под командованием старшего сержанта Селезнёва блокировали дорогу и совершили налёт на колонну врага. Гранатами и из автоматов они истребили до двадцати пехотинцев, захватили три автомашины, двенадцать повозок с оружием, боеприпасами и продовольствием, тридцать семь вражеских солдат пленили.
22 января 1945 года у населённого пункта Мысьленице бойцы под руководством Селезнёва обнаружили засаду, уничтожили трёх противников, пять взяли в плен.
Указом Президиума Верховного Совета СССР от 24 марта 1945 года за мужество, отвагу и героизм старший сержант Селезнёв Александр Гаврилович награждён орденом Славы 1-й степени.
Во время войны захватил двадцать девять «языков», в боях шесть раз был ранен, из них три раза тяжело.
В 1945 году старшина А. Г. Селезнёв демобилизован. Жил в Москве. Работал печатником в типографии газеты «Правда». Умер 9 августа 2012 года.
Награждён орденами Отечественной войны 1-й степени, Красной Звезды, Славы 1-й, 2-й и 3-й степени, медалью «За отвагу», 2 медалями «За боевые заслуги», другими медалями.
Участник Парада Победы 24 июня 1945 и 9 мая 1995 годов.